# Daisy Boman

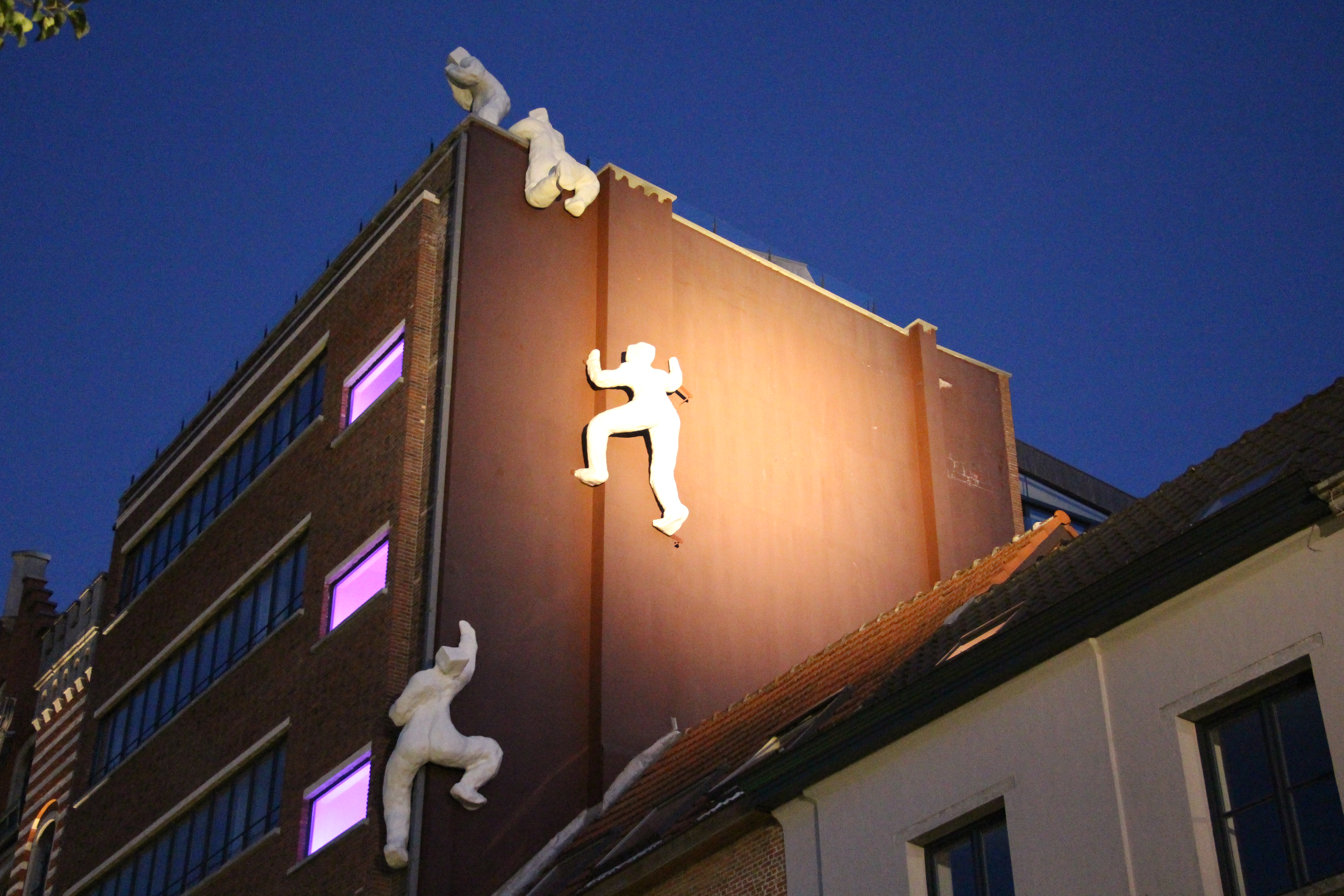
De Antwerpse Fluisteraar
Antwerpen, Godefriuskaai

Daisy Boman (Lokeren, 1948) is een Belgische beeldhouwster met een atelier te Geel. Eind jaren ‘80 creëerde ze de Bomannetjes: menselijke figuren uit klei met een vierkant hoofd en een rond lijf die sindsdien haar sculpturen bevolken.

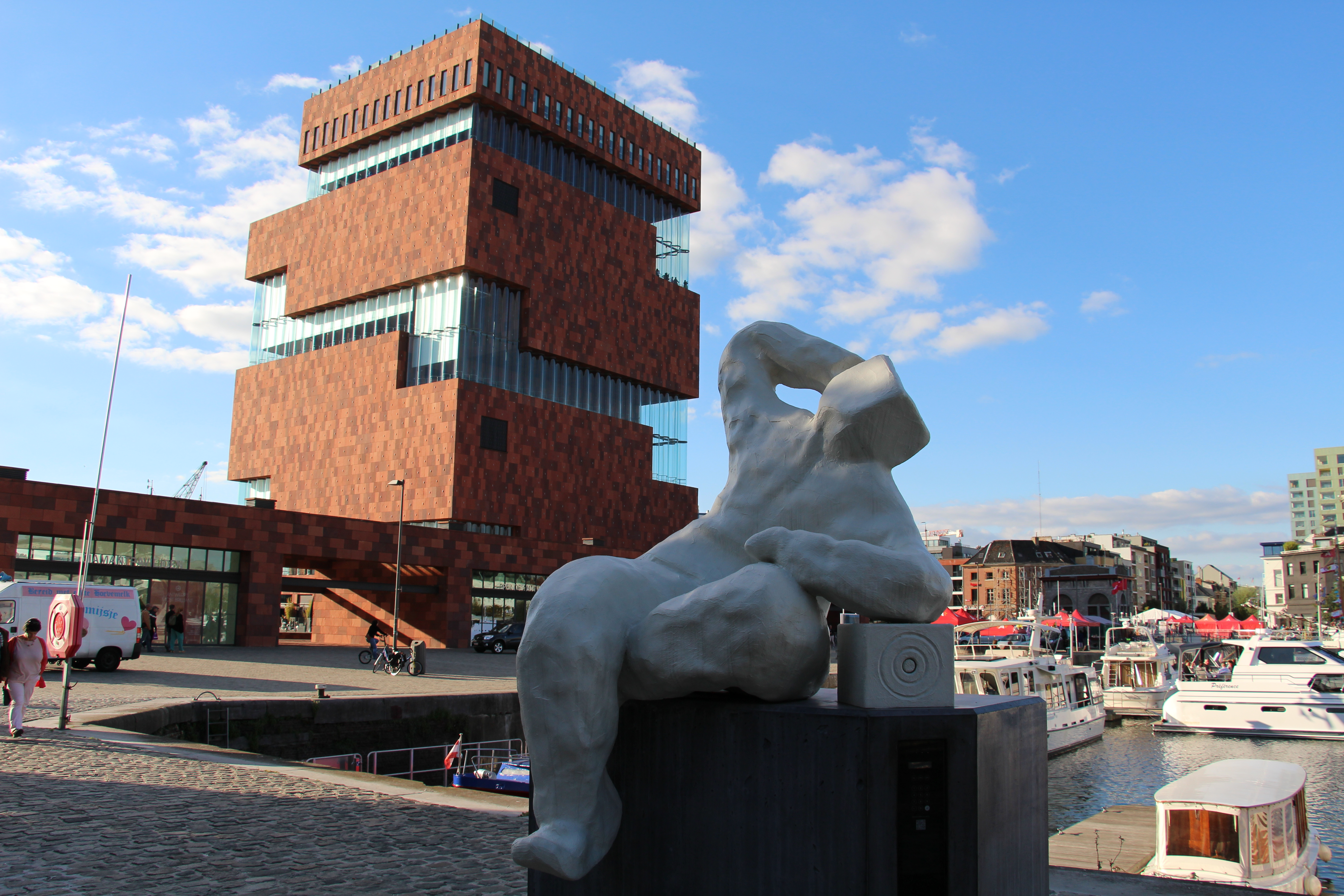
De Antwerpse fluisteraar
Antwerpen, Godefriuskaai

## Opleiding en carrière
Daisy Boman studeerde publiciteitstekenen aan het Sisa in Antwerpen. Vervolgens volgde ze cursussen binnenhuisarchitectuur en keramiek aan de Academie voor Beeldende Kunsten in Mol. In 1981 verhuisde Daisy naar Zuid- Afrika, waar ze haar opleiding afrondde en haar stijl verder ontwikkelde in haar keramiekatelier te Johannesburg. Gedurende deze periode evolueerde haar werk en kwam de mens meer centraal te staan. In 1987 keerde Boman terug naar België en creëerde ze haar eerste bomannetje: een mensfiguurtje, ruwweg geboetseerd uit witte klei met een vierkant hoofdje en zonder gezicht.

### Het Bomannetje
Bomannen bestaan uit Westerwaldklei, luchtgedroogd en daarna gebakken. Elk bomannetje is uniek. Tegelijk bezitten de figuren gemeenschappelijke kenmerken als verwijzing naar de mensheid die “uit één en dezelfde mal” lijkt geschapen. Het vierkante hoofd verwijst naar de levensuitdagingen waarmee elk mens geconfronteerd wordt, en hoe dat de mens tekent (We krijgen er een vierkant hoofd van). Bomannetjes hebben geen ras, geen gender, ze schetsen een beeld van de mens in zijn meest rudimentaire vorm. Pas na het kleien en drogen beslist de kunstenares welke plaats elk mannetje inneemt in haar werk.

Met haar bomannetjes laat ze ons zien dat we in haar ogen allemaal gelijk zijn in een wereld die door ongelijkheid wordt gekenmerkt.
— Caroline Lim

### De Antwerpse fluisteraar
Voor De Antwerpse Fluisteraar creëerde de kunstenares reusachtige Bomannen die 200 keer groter zijn dan de vertrouwde kleifiguurtjes. Ze legde voor het eerst ook de brug tussen kunst en techniek.

Plots stond hij daar, in hartje Antwerpen. Hoog op ’t dak, vlakbij het MAS. Met zijn hoofd in de wolken. Een oogje in het zeil te houden, daar waar schepen, bewoners en bezoekers de wind in de zeilen voelen; op ’t Eilandje.
— ’t Eilandje van De Antwerpse Fluisteraar

### Bomannen in Singapore

De cover van Bomans boek Horizons.

Daisy Bomans Bomannen blijven internationaal betoveren. Een reeks van levensgrote sculpturen legde in 2022 de reis af naar Singapore om reizigers te verwelkomen aan de in- en uitgangen van de metrostations Shenton Way en Pasir Panjang.

Mijn beeldenreeks symboliseert eens te meer de mensheid in haar kracht en kwetsbaarheid, in haar diversiteit en gelijkheid, in haar grootsheid en nietigheid. Het universum van mijn Bo-mannen vindt hiermee perfect aansluiting bij de filosofie van PSA met focus op menselijk kapitaal en toekomstgerichte samenwerking. Bovendien vormt de Bo-man wereld een mooie synergie met de locaties van de metrostations waar groepen van mensen en individuen in een constante wirwar van beweging en activiteit hun dromen najagen.
— Daisy Boman

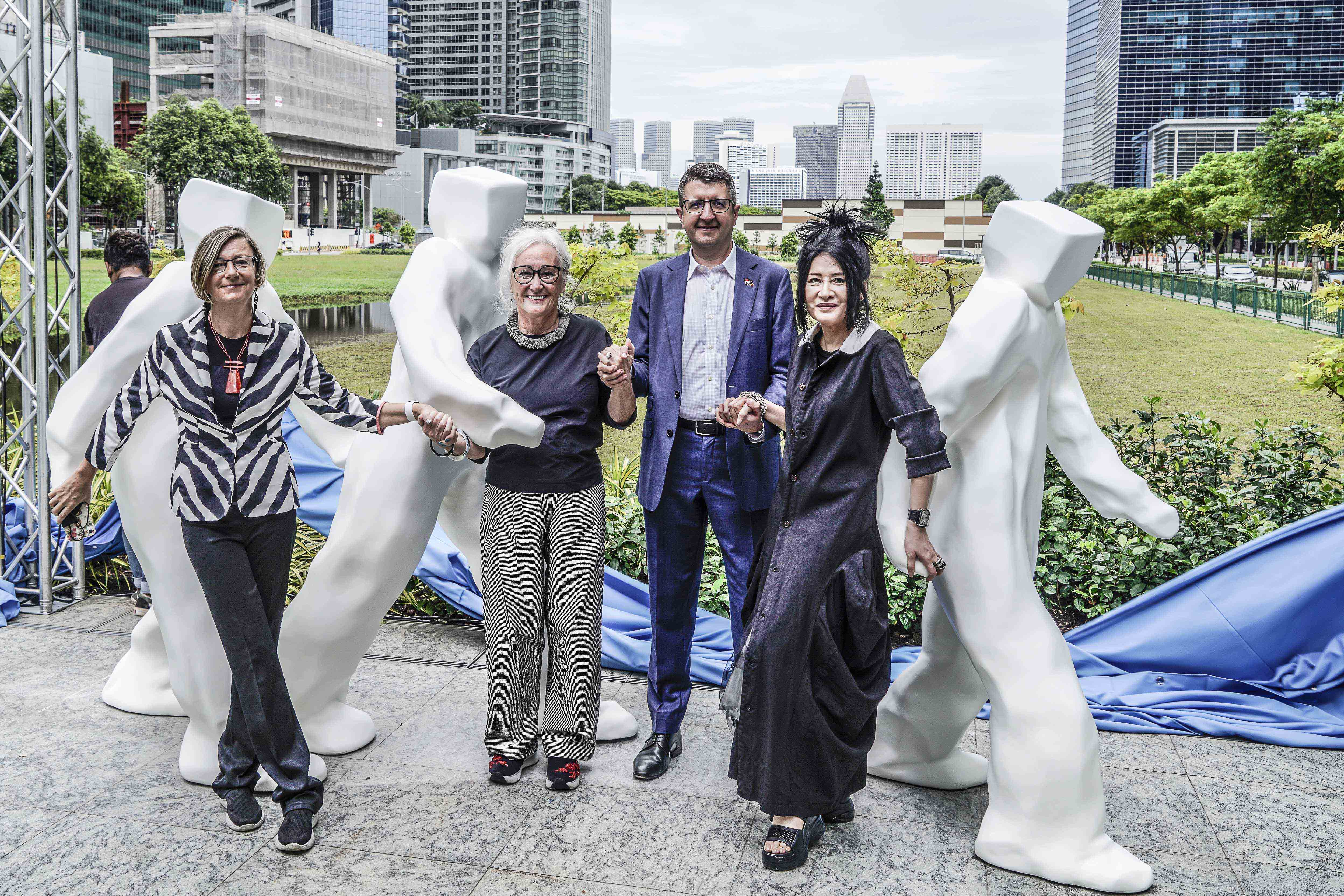
Daisy Bomans Bomannen in Singapore.

De sculpturen werden gemaakt van wit polyester versterkt met glasvlies, bekleed met een graffiti-proof beschermlaag.  Boman creëerde deze reeks in opdracht van PSA waarna ze geschonken werd aan LTA (Land Transport Authority voor het Gift of Art Program.

Als een trio opgesteld aan elk metrostation werden mijn Bo-mannen onder luid applaus onthaald. De feestelijke ontvangst en officiële inhuldiging gebeurde dan ook in het bijzijn van een delegatie van prominenten. Stevig verankerd, energiek en met de blik vooruit vormen de Bo-mannen een blijvende ode aan de mensheid.
— Daisy Boman

## Expo’s
- ‘About you and them’ - Geel - 2020[11][12]
- ‘Hope’ NUNC Contemporary Gallery – Antwerp – 2016[13]
- ‘Alongside’ – Antwerp – 2015[14]
- ‘Thoughts and Emotions’ – Herentals – 2013[15]
- ‘Ode To Art Gallery’ – Singapore – 2012[16]
- ‘Working Together’ Castle Fine Art ICC – Birmingham – 2011
- ‘Encounter’ Halcyon Fine Art Gallery – London – 2011[17]
- ‘Walk with me, walk with us’  ‘t Kristallijn – Mol – 2011
- Van 1983 tot 2010: diverse exposities in Zuid- Afrika, Frankrijk, België, Nederland en Groot- Brittannië[18]

- RKD-Nederlands Instituut voor Kunstgeschiedenis: 294997